# Seitzenmühle (Hilpoltstein)
Seitzenmühle ist ein Gemeindeteil der Stadt Hilpoltstein im Landkreis Roth (Mittelfranken, Bayern). Seitzenmühle liegt in der Gemarkung Hilpoltstein.

## Lage
Die Einöde liegt an einer Ableitung des Gänsbaches, einem rechten Zufluss der Roth, etwa zwei Kilometer westlich des Ortskerns von Hilpoltstein. Von Hilpoltstein aus gelangt man auf der Bahnhofstraße in westlicher Richtung zur Seitzenmühle. Von Hofstetten aus nimmt man die Straße „Am Mühlbach“ nach Norden, um zur Seitzenmühle zu gelangen.

## Geschichte
Seitzenmühle gehörte mit dem südlich gelegenen Hofstetten und der Paulusmühle dem Zisterzienserkloster Walderbach bei Roding im heutigen Landkreis Cham. Die Mühle war 1415 unter der Bezeichnung „Neumuhl“ Besitz der Nürnberger Patrizierfamilie Haller von Hallerstein, wird also vermutlich erst um diese Zeit errichtet worden sein. Der heutige Mühlenname geht auf Hermann Seitz zurück, der 1488 auf der Mühle saß. Die Hoch- und Niedergerichtsbarkeit hatte die Herrschaft (Hilpolt)-Stein, später das pfalz-neuburgische Pflegamt Hilpoltstein inne. In einer Beschreibung dieses Amtes von 1604 ist noch von der „Neumuhl“, aber auch schon von der „Seytzmuhl/Seitzmuhl/Seuzmul“ die Rede. Sie gehörte zu der 1804 abgebrochenen Kirche St. Georg in der „Vorstath Hilboldstein“, einer Filiale der seit 1542 evangelischen Pfarrei „Häperg“ (=Heuberg).
Nachdem der Reichsdeputationshauptschluss die Säkularisation des Klosters Walderbach gebracht hatte, wurde die Mühle 1806 bayerisch. Im neuen Königreich kam sie zum Steuerdistrikt und zur Gemeinde Heuberg, am 19. Februar 1822 mit drei weiteren Mühlen beim zweiten Gemeindeedikt zur Munizipalgemeinde Hilpoltstein.

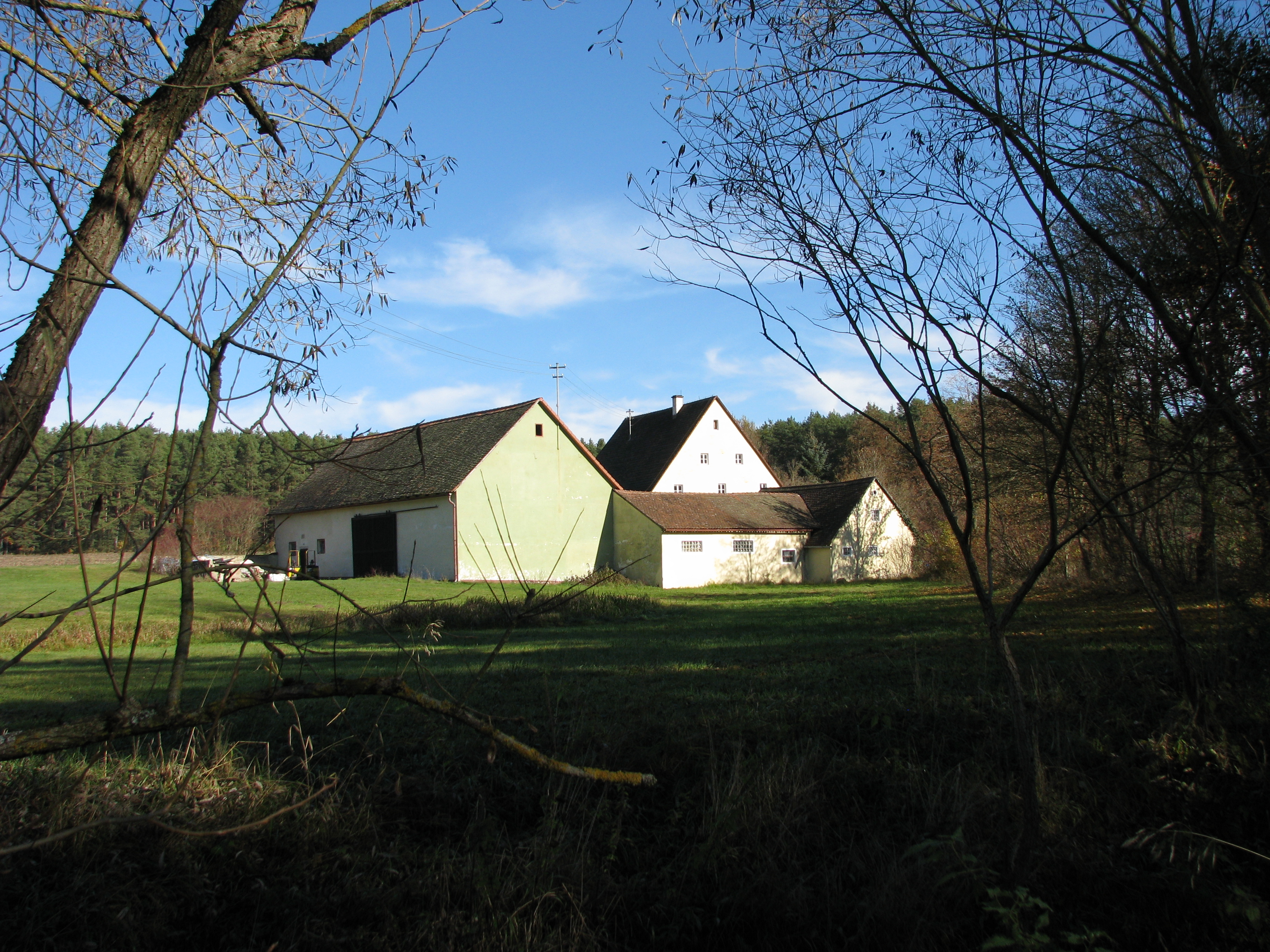
Das Mühlenanwesen

Im 19. und 20. Jahrhundert gehörte sie zur katholischen Pfarrei Hilpoltstein. Der Mühle waren eine Säge und Landwirtschaft angeschlossen, 1873 hielt die Müllerfamilie zwei Pferde und zehn Rinder.
Die von einem unterschlächtigen Wasserrad angetriebene Mühle besaßen im Laufe der Jahrhunderte diverse Müllerfamilien, so die Weyersmüller, die Schweizer, die Wurm, die Ehrenbrand und schließlich die Familie Lochmüller, die den Mahlbetrieb in den 1970er Jahren aufgaben, das Sägewerk und die Ökonomie aber weiterbetrieben, bis das Anwesen 1989 an ein Garten- und Landschaftsbau-Unternehmen verpachtet wurde. Seitdem ist die Seitzenmühle mit ihrem Hauptgebäude von 1852 eine „Wohnmühle“.

## Einwohnerentwicklung
- 1818: 13 (2 Feuerstellen, 2 Familien)[13]
- 1836: 8 (1 Anwesen)[14]
- 1837: 7 (1 Anwesen)[9]
- 1861 7 (4 Gebäude)[10]
- 1871: 6 (6 Gebäude)[12]
- 1900: 8 (1 Wohngebäude)[11]
- 1937: 4 (Protestanten)[15]
- 1950: 10 (1 Wohngebäude)[9]
- 1961: 6 (1 Wohngebäude)[16]
- 1970: 7[17]
- 1987: 3 (1 Wohngebäude, 1 Wohnung)[1]

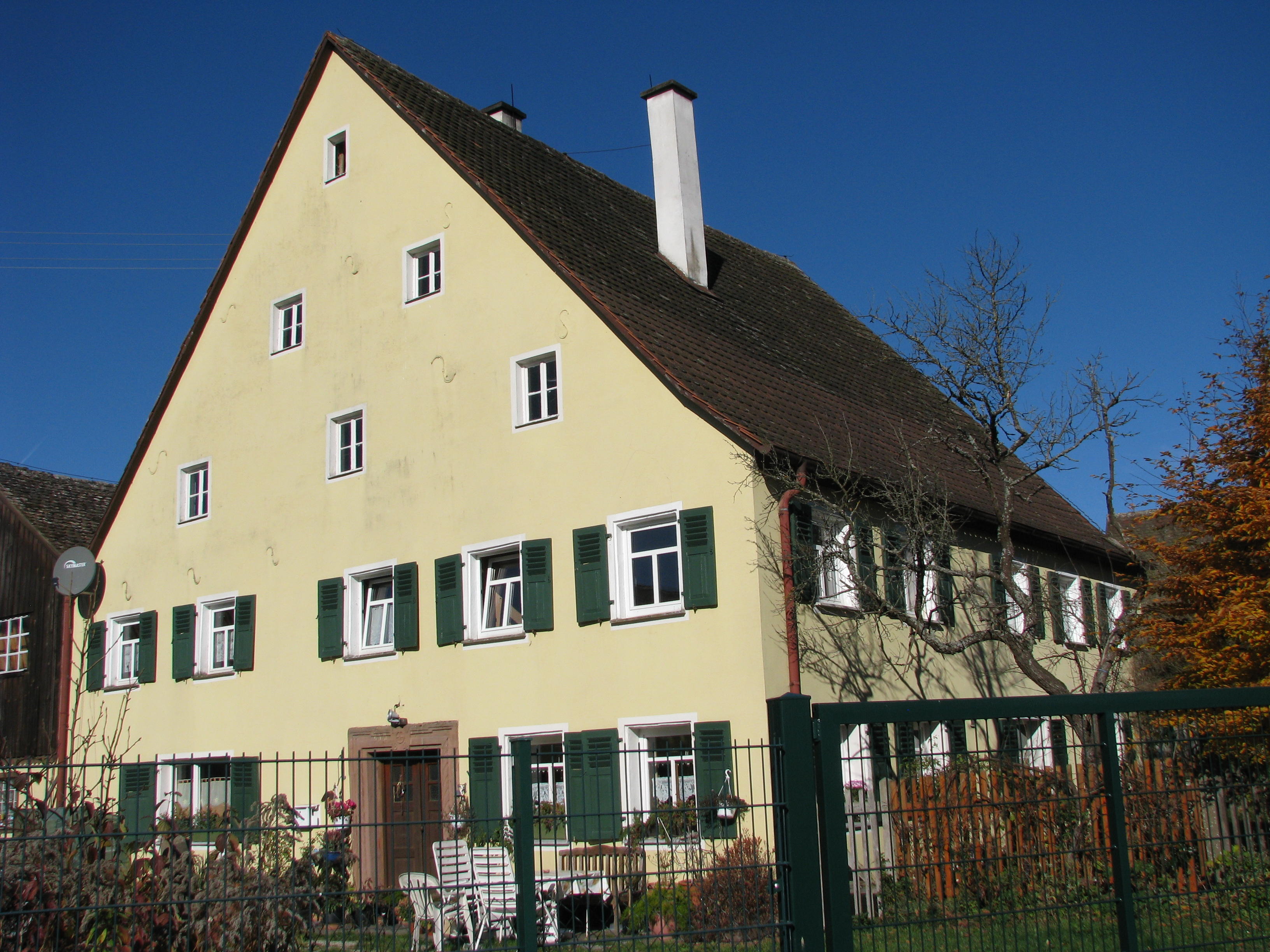
Das Mühlenwohnhaus

- 2022: 1

## Baudenkmal
Das Türgewände des Mühlengebäudes gilt als Baudenkmal, bezeichnet 1852.

## Freizeit
Der Wanderweg „Mühlenweg“ des Landkreises Roth berührt die Seitzenmühle. Außerdem führt der Wanderweg Nr. 10 vom Seezentrum Heuberg aus auch an der Seitzenmühle vorbei nach Hilpoltstein.